# The Better Angels
The Better Angels es una película del 2014 sobre el presidente de los Estados Unidos Abraham Lincoln. Fue escrita y dirigida por A. J. Edwards.
La película tuvo su estreno en el Festival Internacional de Cine de Sundance el 18 de enero de 2014.
En marzo de 2014, Amplify, adquirió los derechos de distribución. Fue estrenada el 7 de noviembre de 2014.

## Sinopsis
La historia sigue la niñez de Abraham Lincoln.

## Elenco
- Diane Kruger como Sarah Lincoln.
- Jason Clarke como Thomas Lincoln.
- Brit Marling como Nancy Lincoln.
- Wes Bentley como Sr. Crawford
- Braydon Denney como Abe (joven Abraham Lincoln).
- Cameron Mitchell Williams como Dennis Hanks.

## Recepción
Recibió críticas mixtas. En Rotten Tomatoes tiene un 39% basado en 41 críticas.